# Lovejoy Glacier
Lovejoy Glacier är en glaciär i Antarktis. Den ligger i Östantarktis. Nya Zeeland och Australien gör anspråk på området. Lovejoy Glacier ligger 1 362 meter över havet.
Terrängen runt Lovejoy Glacier är kuperad åt nordväst, men åt sydost är den platt. Trakten är obefolkad. Det finns inga samhällen i närheten. 